# Salmo ezenami
 Salmo ezenami  ist eine Fischart aus der Familie der Lachsfische (Salmonidae), die endemisch im Kesenoiam-See im nördlichen Kaukasus vorkommt. Salmo ezenami war bis zur Einführung der Karpfenfische Gobio holurus und Squalius cephalus die einzige Fischart im See. Salmo ezenami wurde auch im Mochokh-See eingeführt.

## Merkmale
Von Salmo ezenami sind zwei Formen bekannt, von denen die eine ausgewachsen eine Länge von 16 bis 26 Zentimetern und ein Gewicht von 200 bis 350 Gramm erreicht, während die andere Längen von 38 bis 113 Zentimetern und ein Gewicht von einem bis zu 17 Kilogramm erreicht. Die Tiere sind auffällig gefärbt mit 10 bis 30 sechs bis sieben Millimeter großen karminroten Flecken über dem Seitenlinienorgan, kleinen schwarzen Flecken auf dem Rücken und roten Flecken auf der Rückenflosse, der Fettflosse und dem oberen Lappen der Schwanzflosse. Die 16 bis 21 Kiemenreusendornen sind kurz und breit. Die Mundwinkel erreichen nicht die Höhe des hinteren Augenrands.

## Lebensweise
Jungtiere ernähren sich vor allem von Zuckmückenlarven und Bachflohkrebsen (Gammarus), größere Tiere von Weichtieren, anderen bodenbewohnenden Wirbellosen und Fischbrut. Große Exemplare ernähren sich, vor allem seit der Einführung von Gobio holurus vor allem von Fischen. Männchen erreichen die Geschlechtsreife mit zwei, Weibchen mit drei Jahren. Laich wird über das ganze Jahr produziert und in der Nähe von Unterwasserquellen abgelegt. Große Tiere wandern zum Laichen wahrscheinlich auch in die Zuflüsse.

## Bedrohung
Salmo ezenami wird in der Roten Liste der gefährdeten Arten als vom Aussterben bedroht (critically endangered) geführt. Als größte Bedrohung gilt der eingeführte Döbel (Leuciscus cephalus), der den Laich von Salmo ezenami frisst.